# Фехтование на летней Универсиаде 1963
Результаты турнира по фехтованию на летней Универсиаде 1963, проходившей в Порту-Алегри, Бразилия.

## Медалисты

### Мужчины
| Индивидуально | Индивидуально              | Индивидуально                | Индивидуально             |
| Вид           | Золото                     | Серебро                      | Бронза                    |
| ------------- | -------------------------- | ---------------------------- | ------------------------- |
| Рапира        | Енё Камути Венгрия         | Збигнев Скрудлик Польша      | Даниэль Ревеню Франция    |
| Шпага         | Питер Якобс Великобритания | Мишель Стейнинджер Швейцария | Джанлуиджи Саккаро Италия |
| Сабля         | Тибор Пежа Венгрия         | Петер Баконьи Венгрия        | Борис Мельников СССР      |
| Команда       |                            |                              |                           |
| Вид           | Золото                     | Серебро                      | Бронза                    |
| Рапира        | Польша                     | Венгрия                      | СССР                      |
| Шпага         | Польша                     | Венгрия                      | Италия                    |
| Сабля         | Венгрия                    | СССР                         | Италия                    |

### Женщины
| Индивидуально | Индивидуально          | Индивидуально       | Индивидуально                   |
| Вид           | Золото                 | Серебро             | Бронза                          |
| ------------- | ---------------------- | ------------------- | ------------------------------- |
| Рапира        | Лидия Дёмёльки Венгрия | Аник Левель Франция | Юдит Агоштон-Менделеньи Венгрия |
| Команда       |                        |                     |                                 |
| Вид           | Золото                 | Серебро             | Бронза                          |
| Рапира        | Франция                | Венгрия             | ФРГ                             |